# Popów (województwo śląskie)
Popów – wieś w Polsce, położona w województwie śląskim, w powiecie kłobuckim, w gminie Popów. 
W latach 1954–1972 wieś należała i była siedzibą władz gromady Popów. W latach 1975–1998 wieś położona była w województwie częstochowskim.
Wieś duchowna, własność klasztoru kanoników regularnych w Krzepicach położona była w końcu XVI wieku w powiecie wieluńskim ziemi wieluńskiej województwa sieradzkiego.

## Historia

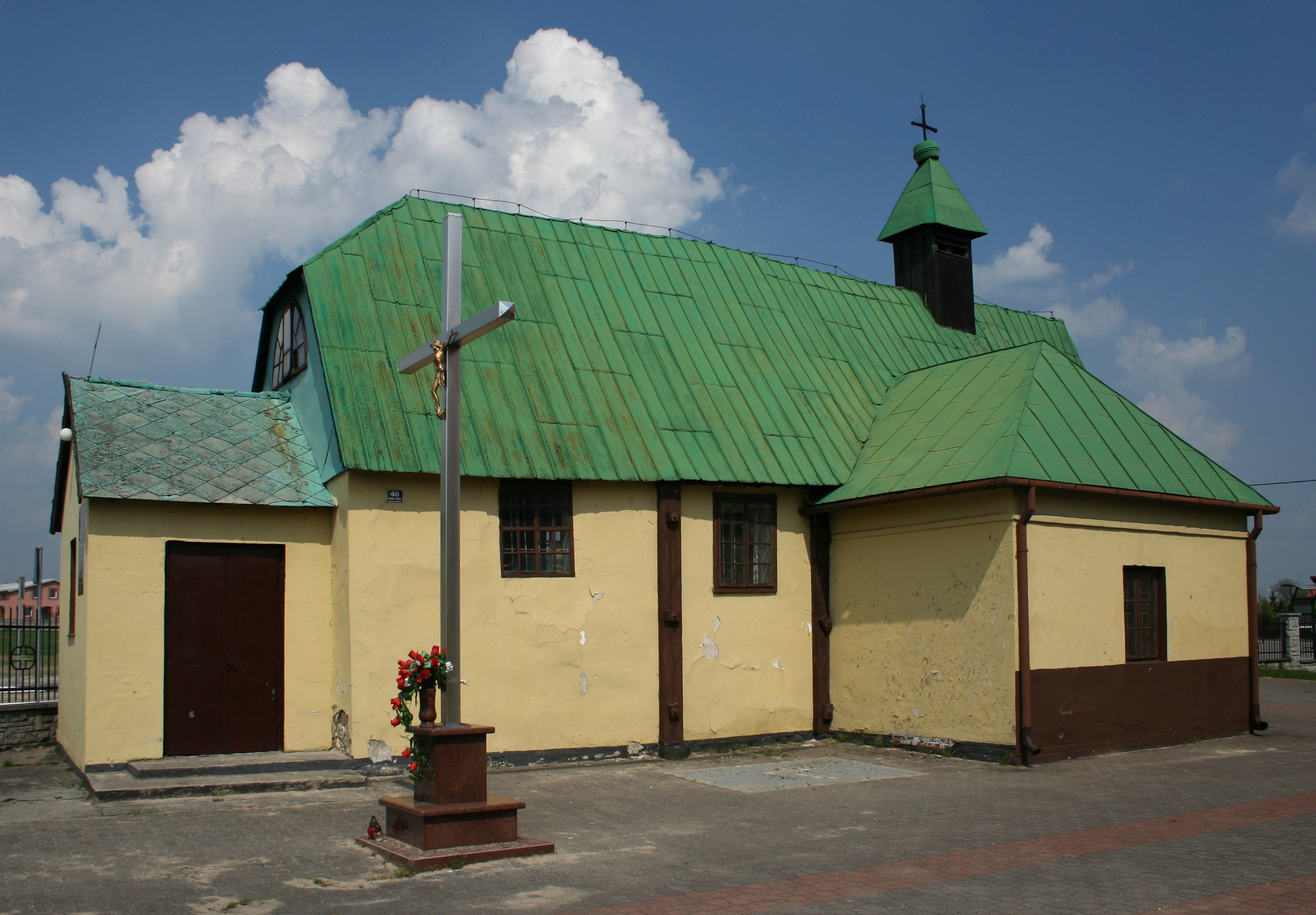
Zabytkowy drewniany kościół pw. św. Józefa Robotnika

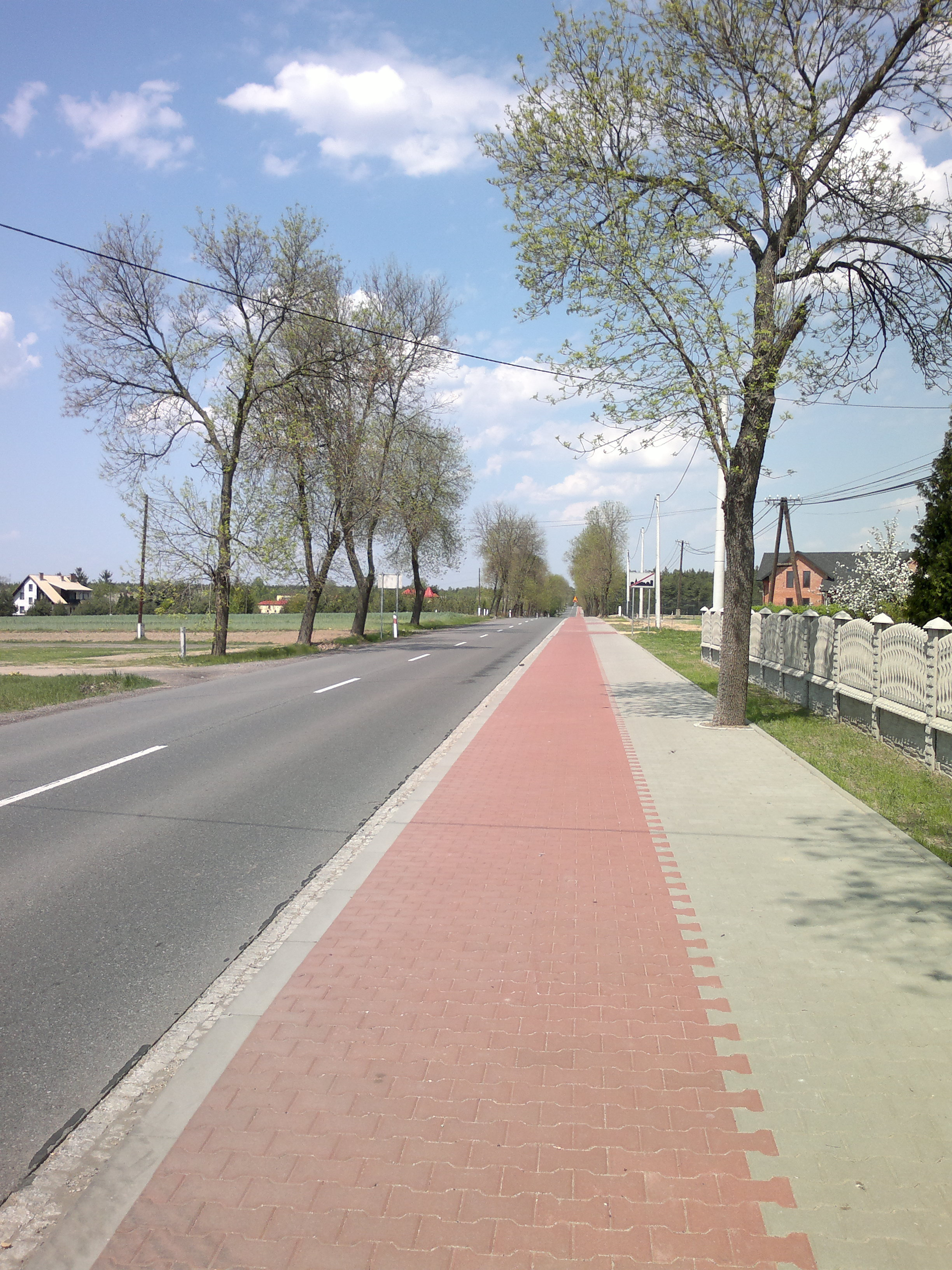
Widok na Popów od strony Zawad (ul. Wieluńska)

W XV wieku wieś była własnością Długoszów. W 1466 r. została sprzedana staroście krzepickiemu jako uposażenie kanoników regularnych w Krzepicach.
Miejscowość była do 31 grudnia 2004 siedzibą gminy Popów (obecnie Zawady).
We wsi znajduje się stary, drewniany kościół pomocniczy, którego drewniane prezbiterium pochodzi z połowy XIX wieku i nowy murowany pod wezwaniem św. Józefa Robotnika. Przez wieś przebiega turystyczny  Zielony Szlak Kłobucki.

### Przyłączenie osady Popów-Parcela
W listopadzie 2008 roku mieszkańcy Popowa-Parceli w referendum zadecydowali o przyłączeniu osady do mniej ludnej wsi Popów. Powodem przyłączenia był brak zauważalnych granic między miejscowościami i status osady który miejscowość posiadała, blokował możliwość nazywania ulic a pozwalał tylko na nadawanie numerów domom. Osada jednak rozwijała się szybciej od okolicznych wsi, powstawały zakłady przemysłowe, którym taka sytuacja utrudniała działalność.
1 stycznia 2009 nastąpiło formalne przyłączenie osady Popów-Parcela do Popowa.

## Sport
W Popowie działa klub sportowy Liswarta Popów, założony w 1998 roku. Prowadzi  drużyny piłkarskie w trzech kategoriach wiekowych: młodzików, trampkarzy i seniorów. Drużyna seniorów występuje w rozgrywkach częstochowskiej A klasy.

## Ochrona Zdrowia
- GOZ Popów
- Poradnia Ginekologiczna

## Transport
Przez wieś przebiega droga wojewódzka nr 491 – Działoszyn – Łobodno – Częstochowa

## Gospodarka
We wsi znajduje się kilka przetwórni warzyw i owoców (20 zakładów). Mieszkańcy utrzymują się głównie z rolnictwa.